# Leichtathletik-U18-Südamerikameisterschaften 2022
Die 26. Leichtathletik-U18-Südamerikameisterschaften fanden vom 9. bis zum 11. September 2022 in São Paulo statt. Damit fanden die U18-Meisterschaften zum dritten Mal nach 1977 und 1998 in Brasilien statt.

## Ergebnisse

### Männer

#### 100 m
| Platz | Athlet               | Land | Zeit (s) |
| ----- | -------------------- | ---- | -------- |
| 1     | Tomás Mondino        | ARG  | 10,51    |
| 2     | Adrián Nicolari      | URU  | 10,63 PB |
| 3     | Aron Earl            | PER  | 10,64    |
| 4     | Ezekiel Newton       | GUY  | 10,66    |
| 5     | Ángel Alvarado       | VEN  | 10,73    |
| 6     | Benjamin Aravena     | CHI  | 10,77    |
| 7     | Angelo Miguel Thomaz | BRA  | 10,83    |
| 8     | Thiago Zaniboni      | BRA  | 10,95    |

Datum: 9. September
Wind: +0,6 m/s

#### 200 m
| Platz | Athlet           | Land | Zeit (s) |
| ----- | ---------------- | ---- | -------- |
| 1     | Tomás Mondino    | ARG  | 21,33    |
| 2     | Ezekiel Newton   | GUY  | 21,45    |
| 3     | Benjamin Aravena | CHI  | 21,65    |
| 4     | Adrián Nicolari  | URU  | 21,73 PB |
| 5     | Aron Earl        | PER  | 21,92    |
| 6     | Ángel Alvarado   | VEN  | 22,12    |
| 7     | Nicolás Patiño   | ARG  | 22,30    |
|       | Pedro José Piña  | VEN  | DNF      |

Datum: 10. September
Wind: −1,0 m/s

#### 400 m
| Platz | Athlet          | Land | Zeit (s) |
| ----- | --------------- | ---- | -------- |
| 1     | Vinícius Moura  | BRA  | 47,41 CR |
| 2     | Tainan Zart     | BRA  | 49,05    |
| 3     | Ignacio Cabrera | ARG  | 49,40    |
| 4     | Matías Castro   | ARG  | 49,60    |
| 5     | Emanuel Guzman  | VEN  | 50,35    |
| 6     | Tomas Godoy     | CHI  | 50,75    |
| 7     | Anderson Tavara | PER  | 51,59    |
|       | Nilder Armas    | PER  | DNS      |

Datum: 10. September

#### 800 m
| Platz | Athlet            | Land | Zeit (min) |
| ----- | ----------------- | ---- | ---------- |
| 1     | Klaus Selman      | CHI  | 1:52,64    |
| 2     | Vinícius Moraes   | BRA  | 1:52,91    |
| 3     | Bryan Reis        | BRA  | 1:54,04    |
| 4     | Julian Gómez      | COL  | 1:54,67    |
| 5     | Sebastían de Zan  | ARG  | 1:55,06    |
| 6     | Gonzalo Gervasini | URU  | 1:55,42    |
| 7     | Lucas Jara        | CHI  | 1:57,76    |
| 8     | Jose Cazal        | PAR  | 2:02,68    |

Datum: 11. September

#### 1500 m
| Platz | Athlet            | Land | Zeit (min) |
| ----- | ----------------- | ---- | ---------- |
| 1     | Gonzalo Gervasini | URU  | 3:53,72 CR |
| 2     | Uriel Muñoz       | ARG  | 3:54,95    |
| 3     | Héctor Gómez      | VEN  | 3:56,56    |
| 4     | Gastón González   | CHI  | 4:00,08    |
| 5     | Sebastian Dossow  | CHI  | 4:01,45    |
| 6     | German Pérez      | ARG  | 4:02,70    |
| 7     | Luis Chávez       | PER  | 4:06,73    |
| 8     | Manuel Rojas      | ARG  | 4:12,61    |

Datum. 9. September

#### 3000 m
| Platz | Athlet             | Land | Zeit (min) |
| ----- | ------------------ | ---- | ---------- |
| 1     | Luis Chávez        | PER  | 8:38,09    |
| 2     | Luis Huaman        | PER  | 8:42,51    |
| 3     | Oliver Díaz        | VEN  | 8:43,21    |
| 4     | Francisco Portales | CHI  | 8:45,90    |
| 5     | Vicente Sarabia    | CHI  | 8:46,23    |
| 6     | Maximo Andino      | ARG  | 8:46,72    |
| 7     | Samuel Costa       | BRA  | 8:51,93    |
| 8     | Enrique Fernández  | ARG  | 9:05,67    |

Datum. 11. September

#### 10.000 m Bahngehen
| Platz           | Athlet            | Land | Zeit (min) |
| --------------- | ----------------- | ---- | ---------- |
| 1               | Julian Alfonso    | COL  | 46:26,75   |
| 2               | Emanuel Apaza     | PER  | 47:05,67   |
| 3               | Klaubert Ferreira | BRA  | 49:28,89   |
| 4               | Alex Sánchez      | ECU  | 50:42,11   |
|                 | Emanuel Pereira   | BRA  | DNF        |
| Jesús Ramírez   | COL               | DSQ  |            |
| Matías Espinoza | PER               | DSQ  |            |

Datum: 9. September

#### 110 m Hürden (91,4 cm)
| Platz | Athlet             | Land | Zeit (s) |
| ----- | ------------------ | ---- | -------- |
| 1     | Paulo Romualdo     | BRA  | 13,71    |
| 2     | Vinícius de Brito  | BRA  | 13,78    |
| 3     | Fabrizio Jara      | PAR  | 13,83    |
| 4     | Joe Jiret          | ECU  | 13,97    |
| 5     | Sebastián Gómez    | VEN  | 14,17    |
| 6     | Germán Quiroz      | COL  | 14,22    |
| 7     | Geronimo Canizalez | COL  | 14,24    |
| 8     | Santino Gazzo      | ARG  | 14,26    |

Datum: 10. September, Wind: +0,9 m/s

#### 400 m Hürden (84,0 cm)
| Platz        | Athlet                 | Land | Zeit (s) |
| ------------ | ---------------------- | ---- | -------- |
| 1            | Ian Andrey Pata        | ECU  | 52,84    |
| 2            | Héctor Barrios         | COL  | 54,18    |
| 3            | Agustin Coronel        | ARG  | 54,33    |
| 4            | Ruan Miguel dos Santos | BRA  | 54,38    |
| 5            | Juan Valdiviezo        | ECU  | 56,03    |
|              | Vinícius de Brito      | BRA  | DNF      |
| Roineld Lara | VEN                    | DSQ  |          |

Datum: 10. September

#### 2000 m Hindernis
| Platz | Athlet            | Land | Zeit (min) |
| ----- | ----------------- | ---- | ---------- |
| 1     | Edgar Huillca     | PER  | 5:58,97    |
| 2     | Deangelo Cadima   | BOL  | 6:04,85    |
| 3     | Paul Torres       | COL  | 6:04,86    |
| 4     | Héctor Gómez      | VEN  | 6:06,76    |
| 5     | Lizardo Huamani   | PER  | 6:06,79    |
| 6     | Samuel Costa      | BRA  | 6:15,82    |
| 7     | Benjamin Castillo | ARG  | 6:16,18    |
| 8     | Julio Espinoza    | CHI  | 6:24,29    |

Datum: 10. September

#### 4 × 100 m Staffel
| Platz | Land        | Athleten                                                      | Zeit (min) |
| ----- | ----------- | ------------------------------------------------------------- | ---------- |
| 1     | Ecuador     | Yehudhak Rodríguez Ian Andrey Pata Joe Jiret Roy Chila        | 42,19      |
| 2     | Brasilien   | Ariel Pisseta Paulo Romualdo Hyago Melo Thiago Zaniboni       | 42,27      |
| 3     | Paraguay    | Elias Giménez Fabrizio Jara Oscar Gill Alan Dopke             | 43,39      |
|       | Argentinien | Matías Elizaincin Ignacio Cabrera Matías Castro Tomás Mondino | DSQ        |

Datum: 10. September

#### Hochsprung
| Platz | Athlet            | Land | Höhe (m) |
| ----- | ----------------- | ---- | -------- |
| 1     | Héctor Añes       | VEN  | 1,96     |
| 2     | Gabriel Tavares   | BRA  | 1,93     |
| 3     | Eric Guedes       | BRA  | 1,93     |
| 4     | Cristóbal Sahurie | CHI  | 1,90     |
| 5     | Lucas Valerio     | PER  | 1,90     |
| 6     | Leyton Morel      | ARG  | 1,85     |
| 7     | Juan Brady        | ARG  | 1,85     |
| 8     | Yunner Mejia      | BOL  | 1,80     |

Datum: 10. September

#### Stabhochsprung
| Platz | Athlet                    | Land | Höhe (m) |
| ----- | ------------------------- | ---- | -------- |
| 1     | Agustín Carril            | ARG  | 4,55     |
| 2     | Pedro Henrique dos Santos | BRA  | 4,55     |
| 3     | Leonardo Olate            | CHI  | 4,40     |
| 4     | Renan Firakawa            | BRA  | 4,00     |

Datum: 11. September

#### Weitsprung
| Platz | Athlet             | Land | Weite (m) |
| ----- | ------------------ | ---- | --------- |
| 1     | Alexander Villalba | PAR  | 6,95      |
| 2     | Renan Firakawa     | BRA  | 6,91      |
| 3     | Roy Chila          | ECU  | 6,88      |
| 4     | Victor di Silva    | BRA  | 6,84      |
| 5     | Juan Mauricio      | COL  | 6,77      |
| 6     | Nicolas Rivera     | PER  | 5,93      |

Datum: 9. September

#### Dreisprung
| Platz | Athlet          | Land | Weite (m) |
| ----- | --------------- | ---- | --------- |
| 1     | Roy Chila       | ECU  | 15,04 PB  |
| 2     | Gilvan Ribeiro  | BRA  | 14,71     |
| 3     | Santiago Theran | COL  | 14,27     |
| 4     | Ignacio Reydet  | CHI  | 13,86     |
| 5     | Mikael Araujo   | BRA  | 13,66     |
| 6     | Mauricio Riera  | VEN  | 13,60     |

Datum: 11. September

#### Kugelstoßen (5 kg)
| Platz | Athlet            | Land | Weite (m) |
| ----- | ----------------- | ---- | --------- |
| 1     | Alberto Rodrigues | BRA  | 17,78     |
| 2     | Alessandro Borges | BRA  | 17,19     |
| 3     | Erik Caicedo      | ECU  | 17,08     |
| 4     | Martin Reynoso    | ARG  | 16,09     |
| 5     | Alan Fell         | CHI  | 15,28     |
| 6     | Juan Montaño      | COL  | 14,76     |
| 7     | Tomás Pacheco     | ARG  | 13,29     |

Datum: 9. September

#### Diskuswurf (1,5 kg)
| Platz | Athlet            | Land | Weite (m) |
| ----- | ----------------- | ---- | --------- |
| 1     | Juan Montaño      | COL  | 60,84     |
| 2     | Alan Fell         | CHI  | 57,64     |
| 3     | Alberto Rodrigues | BRA  | 56,19     |
| 4     | Luan Braz         | BRA  | 53,00     |
| 5     | Jordan Ayovi      | ECU  | 51,85     |
| 6     | Tomás Pacheco     | ARG  | 50,75     |
| 7     | Martin Reynoso    | ARG  | 48,23     |

Datum: 10. September

#### Hammerwurf (5 kg)
| Platz | Athlet              | Land | Weite (m) |
| ----- | ------------------- | ---- | --------- |
| 1     | Cipriano Riquelme   | CHI  | 69,07     |
| 2     | Luis Abillo         | BRA  | 65,93     |
| 3     | Sebastián Escarpeta | COL  | 64,88     |
| 4     | Henrique dos Santos | BRA  | 64,24     |
| 5     | Agustin Schuvarz    | ARG  | 53,44     |

Datum: 9. September

#### Speerwurf (700 g)
| Platz | Athlet          | Land | Weite (m) |
| ----- | --------------- | ---- | --------- |
| 1     | Arthur Monteiro | BRA  | 72,17     |
| 2     | Pablo Basi      | CHI  | 66,25     |
| 3     | Kevin Machado   | URU  | 55,87     |
| 4     | Juan Pastrana   | COL  | 55,67     |
| 5     | Luis Núñez      | PAR  | 54,47     |
| 6     | Yonathan Varese | ARG  | 51,17     |
| 7     | Yuri Moreira    | BRA  | 50,93     |
| 8     | José Castro     | URU  | 50,25     |

Datum: 11. September

#### Zehnkampf
| Platz | Athlet             | Land | Punkte |
| ----- | ------------------ | ---- | ------ |
| 1     | Facundo Millan     | CHI  | 6333   |
| 2     | Igor de Lima       | BRA  | 5921   |
| 3     | Lucas Rojas        | BOL  | 5821   |
| 4     | Franco Pérez       | ARG  | 5729   |
| 5     | Jefferson Paredes  | ECU  | 5620   |
| 6     | Henrique Rodrigues | BRA  | 5076   |

Datum: 9./10. September

### Frauen

#### 100 m
| Platz | Athletin           | Land | Zeit (s) |
| ----- | ------------------ | ---- | -------- |
| 1     | Vanessa Sena       | BRA  | 11,56    |
| 2     | Natalia Campregher | BRA  | 11,96    |
| 3     | Natalia Duarte     | COL  | 12,03    |
| 4     | Denise Vega        | ARG  | 12,42    |
| 5     | María Alondra      | PER  | 12,44    |
| 6     | Camila Rodríguez   | ARG  | 12,60    |
| 7     | Cecilia Narváez    | PAR  | 12,73    |
| 8     | Ana Villa          | BOL  | 12,81    |

Datum: 9. September
Wind: 0,0 m/s

#### 200 m
| Platz | Athletin               | Land | Zeit (s) |
| ----- | ---------------------- | ---- | -------- |
| 1     | Génesis Cañola         | ECU  | 24,58    |
| 2     | Natalia Duarte         | COL  | 24,68    |
| 3     | Antonia Ramírez        | CHI  | 25,01    |
| 4     | Pietra Campbell        | BRA  | 25,03    |
| 5     | Maria Fernanda Moreira | BRA  | 25,12    |
| 6     | Martina Bonaudi        | URU  | 25,39    |
| 7     | María Alondra          | PER  | 25,92    |
| 8     | Camila Rodríguez       | ARG  | 25,94    |

Datum: 10. September
Wind: −0,4 m/s

#### 400 m
| Platz | Athletin              | Land | Zeit (s) |
| ----- | --------------------- | ---- | -------- |
| 1     | Júlia Aparecida Rocha | BRA  | 54,17    |
| 2     | Ibeyis Romero         | VEN  | 55,66    |
| 3     | Génesis Cañola        | ECU  | 56,00    |
| 4     | Xiomara Ibarra        | ECU  | 56,05    |
| 5     | Yajhaira Meriño       | COL  | 57,34    |
| 6     | Leticia Lopes         | BRA  | 57,43    |
| 7     | Luciana Fernández     | PER  | 57,87    |
| 8     | Ximena Vásquez        | PER  | 60,25    |

Datum: 10. September

#### 800 m
| Platz | Athletin          | Land | Zeit (min) |
| ----- | ----------------- | ---- | ---------- |
| 1     | Juana Zuberbuhler | ARG  | 2:12,81    |
| 2     | Raimari Alborno   | VEN  | 2:13,44    |
| 3     | Pamela Barreto    | ECU  | 2:13,49    |
| 4     | María Rojas       | VEN  | 2:13,54    |
| 5     | Nazarena Filpo    | URU  | 2:14,21    |
| 6     | María Gelvez      | COL  | 2:14,88    |
| 7     | Sabrina Gabrieli  | BRA  | 2:18,58    |
| 8     | Karla Pulgar      | CHI  | 2:18,81    |

Datum. 11. September

#### 1500 m
| Platz | Athletin          | Land | Zeit (min) |
| ----- | ----------------- | ---- | ---------- |
| 1     | Vanessa Alder     | ECU  | 4:39,44    |
| 2     | Pamela Barreto    | ECU  | 4:41,02    |
| 3     | Lilian Mateo      | BOL  | 4:41,79    |
| 4     | Dayana Flores     | PER  | 4:44,10    |
| 5     | Karol Luna        | COL  | 4:46,55    |
| 6     | Juana Zuberbuhler | ARG  | 4:50,28    |
| 7     | Nazarena Filpo    | URU  | 4:50,30    |
| 8     | Helena Mees       | BRA  | 4:55,01    |

Datum. 9. September

#### 3000 m
| Platz | Athletin             | Land | Zeit (min) |
| ----- | -------------------- | ---- | ---------- |
| 1     | Vanessa Alder        | ECU  | 10:05,43   |
| 2     | Lilian Mateo         | BOL  | 10:06,77   |
| 3     | Dayana Flores        | PER  | 10:10,03   |
| 4     | Amparo Herrera       | CHI  | 10:29,66   |
| 5     | Helena Mees          | BRA  | 10:51,78   |
| 6     | Ana Mees             | BRA  | 10:55,05   |
| 7     | Luzmarina Choquepuma | PER  | 11:02,05   |
| 8     | Mayra Palacios       | ARG  | 11:04,12   |

Datum. 11. September

#### 5000 m Bahngehen
| Platz | Athletin          | Land | Zeit (min) |
| ----- | ----------------- | ---- | ---------- |
| 1     | Rubi Segura       | COL  | 24:04,03   |
| 2     | Karen Litardo     | ECU  | 24:49,03   |
| 3     | Yadira Orihuela   | PER  | 25:52,49   |
| 4     | Jhoselyn Cuizara  | BOL  | 26:01,76   |
| 5     | Katherine Barreto | ECU  | 26:47,67   |
| 6     | Heydi Ojeda       | PER  | 27:08,59   |
| 7     | Sofia Navarrete   | CHI  | 27:59,84   |
| 8     | Gabrielly Pereira | BRA  | 28:16,45   |

Datum: 10. September

#### 100 m Hürden (76 cm)
| Platz | Athletin           | Land | Zeit (s) |
| ----- | ------------------ | ---- | -------- |
| 1     | Catalina Rozas     | CHI  | 13,65 CR |
| 2     | Helen Bernard      | ARG  | 13,79    |
| 3     | Natalia Campregher | BRA  | 14,19    |
| 4     | Ariana Cordova     | PER  | 15,11    |
| 5     | Bianca Conroy      | PER  | 15,61    |
| 6     | Amalia Baboum      | CHI  | 15,65    |
|       | Pamela da Silva    | BRA  | DSQ      |

Datum: 10. September, Wind: +1,3 m/s

#### 400 m Hürden
| Platz | Athletin        | Land | Zeit (s) |
| ----- | --------------- | ---- | -------- |
| 1     | Amanda da Silva | BRA  | 60,97    |
| 2     | Maria Lourenco  | BRA  | 62,13    |
| 3     | Helen Bernard   | ARG  | 62,67    |
| 4     | Emilia Martínez | PER  | 66,78    |
| 5     | Jazmin Penzzi   | PAR  | 71,17    |

Datum: 10. September

#### 2000 m Hindernis
| Platz | Athletin         | Land | Zeit (min) |
| ----- | ---------------- | ---- | ---------- |
| 1     | Russell Cjuro    | PER  | 7:18,72    |
| 2     | Yoselyn Limanche | PER  | 7:23,63    |
| 3     | Juliany da Costa | BRA  | 7:33,96    |
| 4     | Bianca Davi      | BRA  | 7:58,64    |
| 5     | Saira Arias      | URU  | 8:15,48    |
| 6     | Dinora Sosa      | URU  | 8:23,86    |

Datum: 10. September

#### 4 × 100 m Staffel
| Platz | Land        | Athletinnen                                                              | Zeit (min) |
| ----- | ----------- | ------------------------------------------------------------------------ | ---------- |
| 1     | Brasilien   | Amanda da Silva Maria Fernanda Moreira Vitoria Santos Natalia Campregher | 47,25      |
| 2     | Chile       | Dreyfus Asunción Dominga Philipps Catalina Rozas Antonia Ramírez         | 47,68      |
| 3     | Argentinien | Denise Vega Helen Bernard Victoria Zanolli Camila Rodríguez              | 48,92      |
| 4     | Paraguay    | Melissa Aranda Cecilia Narváez Jazmin Quiñónez Julieta Cardozo           | 49,42      |

Datum: 10. September

#### Hochsprung
| Platz | Athletin                  | Land | Höhe (m) |
| ----- | ------------------------- | ---- | -------- |
| 1     | Maria Eduarda de Oliveira | BRA  | 1,75     |
| 2     | Luisa Lummertz            | BRA  | 1,73     |
| 3     | Valeria George            | COL  | 1,65     |
| 4     | Helen González            | COL  | 1,65     |
| 5     | Amalia Baboum             | CHI  | 1,65     |
| 6     | Catalina Rozas            | CHI  | 1,60     |
| 7     | Silvina Gil               | URU  | 1,55     |
| 8     | Joaquina Dura             | ARG  | 1,55     |

Datum: 11. September

#### Stabhochsprung
| Platz | Athletin          | Land | Höhe (m) |
| ----- | ----------------- | ---- | -------- |
| 1     | Carolina Scarponi | ARG  | 3,80     |
| 2     | Julia Santos      | BRA  | 3,50     |
| 3     | Dreyfus Asunción  | CHI  | 3,40     |
| 4     | Paula Gómez       | ARG  | 3,30     |
| 5     | Luiza Camargos    | BRA  | 3,30     |
| 6     | Magdalena Guzman  | CHI  | 3,15     |

Datum: 9. September

#### Weitsprung
| Platz | Athletin          | Land | Weite (m) |
| ----- | ----------------- | ---- | --------- |
| 1     | Vanessa Sena      | BRA  | 6,39 CR   |
| 2     | Nayza Rodrigues   | BRA  | 5,85      |
| 3     | Victoria Zanolli  | ARG  | 5,78      |
| 4     | Magdalena Guzman  | CHI  | 5,49      |
| 5     | Elizabeth Herrera | PAR  | 5,09      |
| 6     | Nicole Torrejon   | PER  | 5,07      |
| 7     | Victoria Duarte   | PAR  | 5,01      |

Datum: 10. September

#### Dreisprung
| Platz | Athletin                  | Land | Weite (m) |
| ----- | ------------------------- | ---- | --------- |
| 1     | Valery Arce               | COL  | 12,30     |
| 2     | Joaquina Dura             | ARG  | 12,19 w   |
| 3     | Maria Eduarda de Oliveira | BRA  | 11,74     |
| 4     | Eileen Ospina             | VEN  | 11,29     |
| 5     | Thaiane Rodrigues         | BRA  | 11,03     |

Datum: 10. September

#### Kugelstoßen (3 kg)
| Platz | Athletin           | Land | Weite (m) |
| ----- | ------------------ | ---- | --------- |
| 1     | Belsy Quiñónez     | ECU  | 14,85     |
| 2     | Samanta Santos     | BRA  | 14,21     |
| 3     | Marisa González    | ARG  | 13,91     |
| 4     | Camila Flach       | BRA  | 13,49     |
| 5     | Luisanyz Fuentes   | VEN  | 13,49     |
| 6     | Anelis Korniejczuk | ARG  | 13,28     |
| 7     | Lucía García       | PER  | 13,09     |
| 8     | Camila González    | PAR  | 12,84     |

Datum: 10. September

#### Diskuswurf
| Platz | Athletin        | Land | Weite (m) |
| ----- | --------------- | ---- | --------- |
| 1     | Camila Flach    | BRA  | 42,88     |
| 2     | Selene Olivieri | ARG  | 41,46     |
| 3     | Samanta Santos  | BRA  | 40,13     |
| 4     | Silvana Lara    | ECU  | 39,81     |
| 5     | Delfina Orona   | ARG  | 38,20     |

Datum: 10. September

#### Hammerwurf (3 kg)
| Platz | Athletin           | Land | Weite (m) |
| ----- | ------------------ | ---- | --------- |
| 1     | Giuliana Baigorria | ARG  | 63,58     |
| 2     | Yenniver Veroes    | VEN  | 61,99     |
| 3     | Kimberly de Souza  | BRA  | 58,68     |
| 4     | Marly Herrera      | ECU  | 56,91     |
| 5     | Carmela Cocco      | ARG  | 56,30     |
| 6     | Carla Albinez      | PER  | 54,66     |
| 7     | Julia Gutiérrez    | VEN  | 51,47     |
| 8     | Ana Paula Almeida  | BRA  | 49,83     |

Datum: 9. September

#### Speerwurf (500 g)
| Platz | Athletin           | Land | Weite (m) |
| ----- | ------------------ | ---- | --------- |
| 1     | Anelis Korniejczuk | ARG  | 45,40     |
| 2     | Anahí Sánchez      | ECU  | 43,32     |
| 3     | Isabela Dantas     | BRA  | 41,92     |
| 4     | Milagros Rosas     | ARG  | 41,22     |
| 5     | Aimy Tanaka        | PER  | 39,98     |
| 6     | Nimsy Martínez     | CHI  | 38,53     |
| 7     | Gabriella Cazotti  | BRA  | 38,27     |

Datum: 10. September

#### Siebenkampf
| Platz | Athlet           | Land | Punkte  |
| ----- | ---------------- | ---- | ------- |
| 1     | Renata Godoy     | ARG  | 5328 CR |
| 2     | Yudisa Martínez  | COL  | 4943    |
| 3     | Isabela Teixeira | BRA  | 4687    |
| 4     | Julia Marconato  | BRA  | 4672    |
| 5     | Sofía Ingold     | URU  | 4454    |

Datum: 10./11. September

## Medaillenspiegel
| Platz | Land        |    |    |    |    |
| ----- | ----------- | -- | -- | -- | -- |
| 1     | Brasilien   | 13 | 17 | 11 | 41 |
| 2     | Argentinien | 8  | 6  | 6  | 20 |
| 3     | Ecuador     | 7  | 3  | 4  | 14 |
| 4     | Chile       | 4  | 3  | 6  | 13 |
| 5     | Kolumbien   | 4  | 3  | 5  | 12 |
| 6     | Peru        | 3  | 3  | 3  | 9  |
| 7     | Venezuela   | 1  | 3  | 2  | 6  |
| 8     | Uruguay     | 1  | 1  | 1  | 3  |
| 9     | Paraguay    | 1  | 0  | 2  | 3  |
| 10    | Bolivien    | 0  | 2  | 2  | 4  |
| 11    | Guyana      | 0  | 1  | 0  | 1  |